# Verteporfina
La verteporfina es un medicamento que se emplea para tratar algunas enfermedades del ojo, utilizando la terapia fotodinámica. La verteporfina es un agente fotosensibilizador que se activa mediante la luz.

## Indicaciones
Se emplea para tratar pacientes que presentan neovascularización de la coroides causada por degeneración macular asociada a la edad. También en otros procesos que causan neovascularización, entre ellos la histoplasmosis ocular. Puede emplearse para destruir procesos tumorales.  

## Administración
Se administra por vía intravenosa 15 minutos antes de aplicar láser sobre el ojo.

## Mecanismo de acción
La activación lumínica de la verteporfina provoca una reacción fotoquímica que genera radicales libres, los cuales reaccionan con los lípidos de la membrana celular, causando daño en las células afectadas. Esto, conduce a una trombosis, con oclusión de los vasos sanguíneos anómalos que se pretenden destruir, respetando sin embargo la mayoría de las células de la retina que no sufren daño alguno.

## Contraindicaciones
No debe emplearse en personas que presenten hipersensibilidad a la sustancia, o en aquellas afectas de insuficiencia hepática grave o porfiria.

## Precauciones
Los pacientes a los que se les administra el fármaco, deben evitar la exposición sin protección a la luz directa del sol durante un plazo de 48 horas, por el peligro de sufrir quemaduras solares. No deben acudir en dicho periodo a salones de bronceado o exponerse a luces artificiales de gran potencia, como las utilizadas en consultas de odontología o quirófanos.